# Shimun XX.

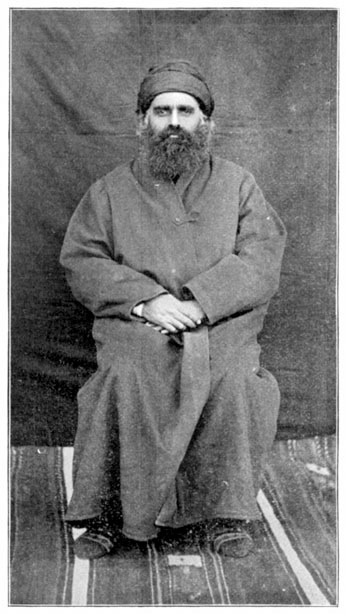
Shimun XX.

Mar Rowil (Ruben) Shimun XX. oder auch Schimun (* um 1844 in Qudschanis; † 16. Märzjul. / 29. März 1903greg. ebd.) war Katholikos-Patriarch der Assyrischen Kirche des Ostens.
Der Sohn des Benyamin Shimonaya (d’Mar Shimun) wurde 1861 (oder 1860), gemäß herrschender Gewohnheit in Nachfolge seines Onkels, Mar Abraham Shimun XIX. (ca. 1820–1860/61), zum Katholikos des „Patriarchats der Berge“ der ostsyrischen Kirche bestellt. Das syrische Manuskript 4119 in Straßburg nennt ihn „107. Patriarch auf der Kathedra von Mar Thomas, Mar Addai und Mar Mari“.
Über vier Jahrzehnte amtierte er als kirchliches und weltliches Oberhaupt seiner Glaubensgemeinschaft und der assyrischen Stämme. Osmanische Vorschläge einer Trennung beider Funktionen lehnte er ab. Seine Amtszeit war gekennzeichnet durch das verstärkte Auftreten westlicher Geistlicher und wachsende Spannungen zwischen Kurden und Christen im Hakkari. Seine Beziehungen zu den osmanischen Behörden waren vertrauensvoll und wurden durch Verleihung hoher Auszeichnungen belohnt.
1862 weihte er für die antilateinische Opposition der syro-malabarischen Thomaschristen einen einheimischen Bischof, Mar Abdisho (Antonius) Thondanatta († 1900).
Wie seine sechs Vorgänger wurde Shimun XX. 1903 in der Mar-Schalitha-Kirche von Qudschanis bestattet. Seine sämtlichen Nachfolger fanden während und nach dem Ersten Weltkrieg ihr Grab in der Fremde. Der ursprünglich als Amtserbe Shimuns XX. vorgesehene Bischof Mar Auraham (Abraham) (1862–1915) fiel aus familiären und politischen Gründen ab 1895 in Ungnade. Deshalb ging beim Tod Shimuns XX. das Amt auf dessen erst 15-jährigen Neffen Benyamin Shimun XXI. über.